# 舜陵街道
舜陵街道是中华人民共和国湖南省永州市宁远县下辖的一个街道办事处。

## 行政区划
舜陵街道下辖以下村级行政区划单位：
莲花社区、印山社区、泠南社区、蔡家村、良坪村、罗坝头村、龙板桥村、淌下村、麻池塘村、花板塘村、邱家村、湾头村、冯家村、黄金桥村、丙塘村、兴旺山村、王茂塘村和长春村。